# Berlin ePrix 2015
Der Berlin ePrix 2015 (offiziell: 2015 FIA Formula E DHL Berlin ePrix) fand am 23. Mai auf der Formel-E-Rennstrecke Berlin (Tempelhof) in Berlin, Deutschland statt und war das achte Rennen der FIA-Formel-E-Meisterschaft 2014/15. Es handelte sich um den ersten Berlin ePrix, das zweite Rennen der FIA-Formel-E-Meisterschaft in Europa und um das erste Formel-E-Rennen auf einem Flugplatzkurs.

## Bericht

### Hintergrund
Nach dem Monaco ePrix führte Lucas di Grassi in der Fahrerwertung mit vier Punkten vor Nelson Piquet jr. und mit zehn Punkten vor Sébastien Buemi. In der Teamwertung hatte e.dams 45 Punkte Vorsprung auf Audi Sport Abt und 66 Punkte Vorsprung auf Virgin.
Das Rennen war ursprünglich für den 30. Mai geplant, wurde aber Anfang Februar 2015 eine Woche vorverlegt, da der im Rennkalender neue Moskau ePrix 2015 am 6. Juni 2015 stattfand.
Buemi, Charles Pic und Piquet erhielten einen sogenannten FanBoost, sie durften im Rennen die Leistung jedes ihrer beiden Wagen für maximal fünf Sekunden von 150 kW (204 PS) auf 180 kW (245 PS) erhöhen. Buemi und Pic erhielt ihren ersten FanBoost, Piquet seinen dritten. Damit erhielt mit dem NEXTEV TCR Formula E Team erstmals ein Team den FanBoost für beide Fahrer, Jean-Éric Vergne ging zum ersten Mal seit seinem Einstieg in die FIA-Formel-E-Meisterschaft bei der FanBoost-Abstimmung leer aus.

### Training
Buemi war im ersten freien Training mit einer Rundenzeit von 1:23,158 Minuten Schnellster vor Nick Heidfeld und Jaime Alguersuari. Das Training musste zweimal unterbrochen werden, nachdem zunächst ein Teil der Streckenbegrenzung auf der Strecke lag und es später dann Probleme mit der Zeitnahme gab.
Die Bestzeit im zweiten freien Training fuhr di Grassi in 1:22,032 Minuten vor Nicolas Prost und Jérôme D’Ambrosio.

### Qualifying
Das Qualifying begann um 12:00 Uhr und fand in vier Gruppen zu je fünf Fahrern statt, jede Gruppe hatte 10 Minuten Zeit, eine schnelle Runde zu setzen.
Jarno Trulli erzielte in 1:21,547 Minuten die Bestzeit vor di Grassi und Buemi. Es war seine erste Pole-Position in der FIA-Formel-E-Meisterschaft sowie die erste und einzige für das Trulli Formula E Team.

### Rennen

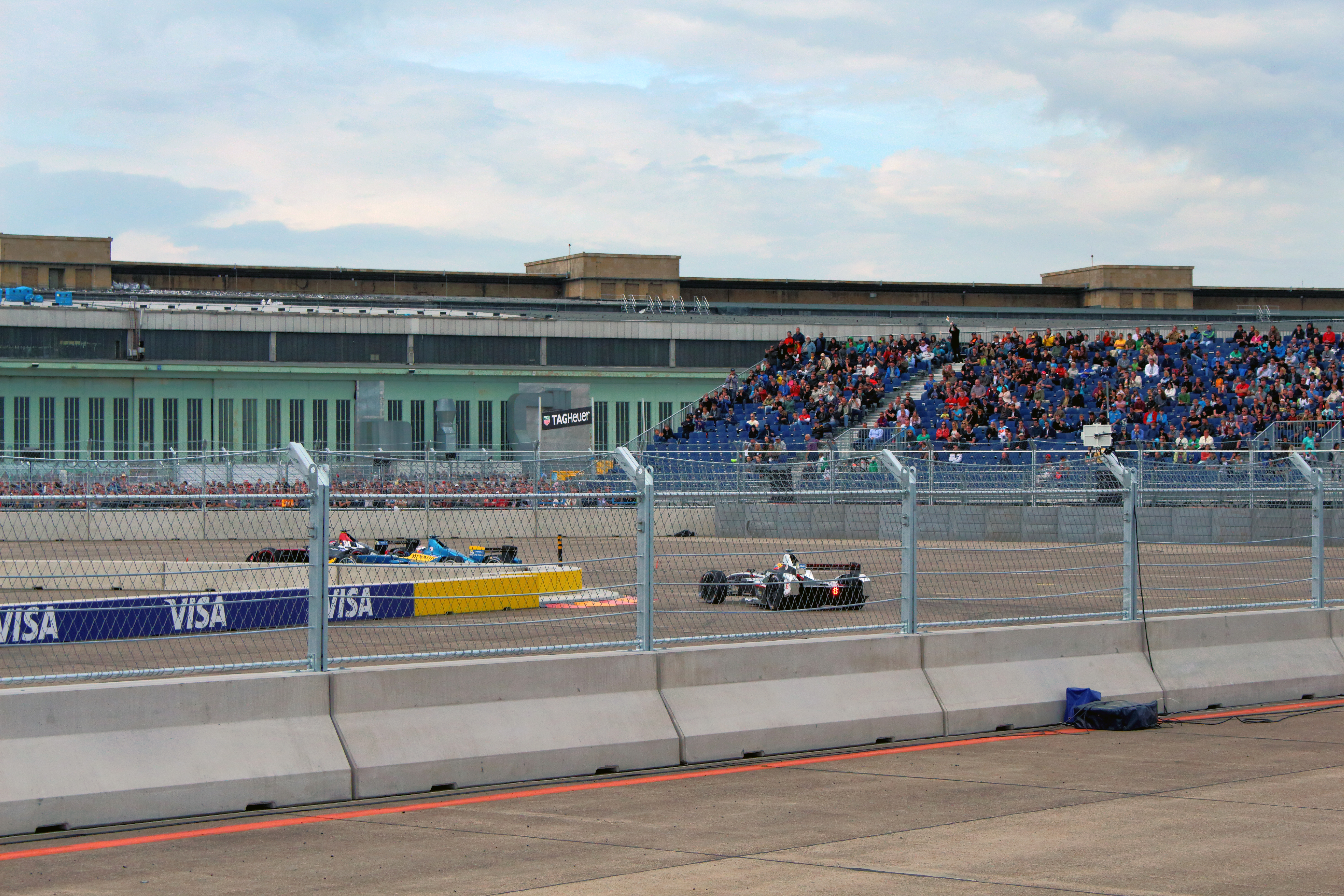
Kurve 10 mit Zuschauertribüne

Das Rennen ging über 33 Runden. Vor dem Rennen gab es keine Einführungsrunde, die Fahrzeuge standen in der Startaufstellung zwei Reihen hinter ihren eigentlichen Positionen und rollten vor dem Start auf diese vor.
Trulli blieb beim Start vor di Grassi und Buemi. In Kurve zwei ging di Grassi an Trulli vorbei, der sich verbremste. Dahinter drehte sich Daniel Abt und fiel auf den letzten Platz zurück. Am Ende der ersten Runde führte di Grassi vor Trulli, Buemi, Nick Heidfeld, Prost, D’Ambrosio, Vitantonio Liuzzi, Loïc Duval, Stéphane Sarrazin und Piquet. Piquet nutzte in der zweiten Runde seinen FanBoost, um an Sarrazin vorbeizugehen. D’Ambrosio und Liuzzi gingen nacheinander an Prost vorbei. An der Spitze konnte di Grassi seinen Vorsprung Runde für Runde weiter ausbauen und lag nach fünf Runden bereits mehr als sieben Sekunden vor Trulli.
In der sechsten Runde nutzte Buemi seinen FanBoost, um an Trulli vorbeizugehen. In der siebten Runde gingen auch Heidfeld und D’Ambrosio an Trulli vorbei, kurz darauf überholte auch Liuzzi seinen Teamkollegen. Auch Prost fiel zu dieser Zeit zurück und musste nacheinander Duval, Piquet, Sarrazin, Vergne, Sam Bird und António Félix da Costa passieren lassen. Eine Runde später gingen Duval, Piquet und Sarrazin an Trulli vorbei, in der Folge verlor Trulli noch weitere Positionen.

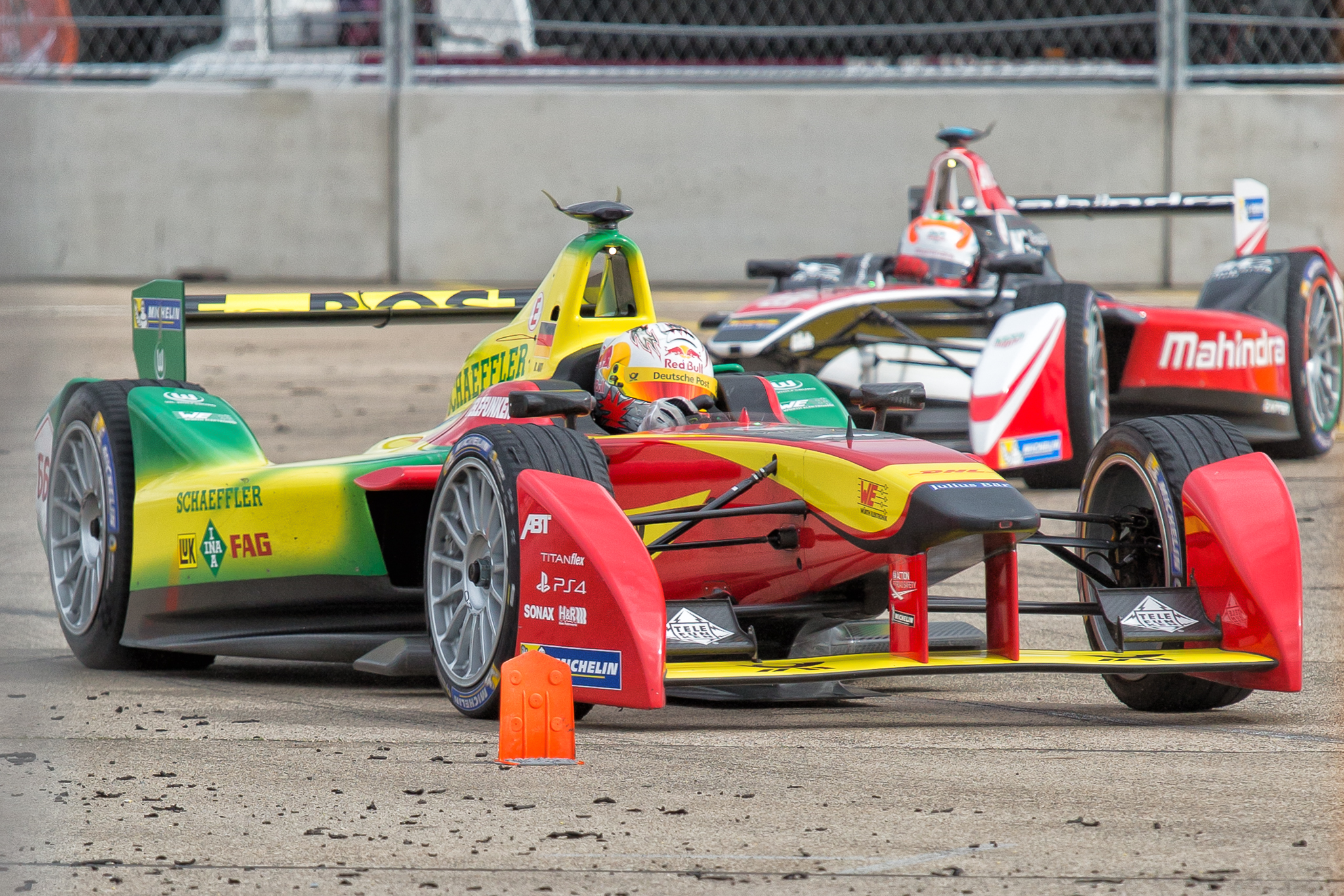
Daniel Abt fiel nach einem Dreher in der ersten Runde ans Ende des Feldes zurück und blieb ohne Punkte

Heidfeld und D’Ambrosio setzten Buemi unter Druck, kamen jedoch nicht an ihm vorbei. Sarrazin ging in Runde zwölf an Piquet vorbei und lag nun auf dem siebten Platz. In der gleichen Runde überholte D’Ambrosio Heidfeld. Di Grassi kontrollierte das Rennen, er lag zu diesem Zeitpunkt zwölf Sekunden in Führung.
Am Ende von Runde 16 fuhren mit Sarrazin und Trulli die ersten Fahrer zum Fahrzeugwechsel an die Box, die Mindestzeit für den Fahrzeugwechsel betrug 63 Sekunden. Vergne, Félix da Costa und Bird gingen an Piquet vorbei, der jedoch mit Abstand die meiste Energie übrig hatte. In Runde 17 kamen bis auf die Teamkollegen Piquet und Pic alle übrigen Fahrer zum Fahrzeugwechsel an die Box. D’Ambrosio konnte mit einem kürzeren Boxenstopp an Buemi vorbeigehen. Félix da Costa ging an Liuzzi und Vergne vorbei, unterschritt jedoch die Mindestzeit für den Fahrzeugwechsel um eine Sekunde. Gleiches passierte auch seinem Teamkollegen Salvador Durán, der an Jaime Alguersuari und Scott Speed vorbeiging.
Nach den Fahrzeugwechseln lag di Grassi mit zehn Sekunden Vorsprung vor D’Ambrosio und Buemi, dahinter fuhren Heidfeld, Duval, Sarrazin, Félix da Costa, Piquet, Vergne und Bird. Bird griff in Runde 19 Vergne an, Vergne konnte sich jedoch verteidigen, dabei berührten sich die Fahrzeuge leicht. Duval fuhr zu diesem Zeitpunkt die bislang schnellste Rennrunde, eine Runde später fuhr Piquet die schnellste Runde. Die beiden Amlin-Aguri-Piloten Félix da Costa und Durán erhielten Durchfahrtstrafen, da sie die Mindestzeit beim Fahrzeugwechsel nicht eingehalten hatten. Félix da Costa fiel auf Rang zwölf, Durán auf Rang 20 zurück.
Heidfeld ging kurzzeitig an Buemi vorbei, der jedoch kurz darauf kontern konnte. Duval setzte daraufhin Heidfeld mehrere Runden lang unter Druck. Sarrazin und Piquet konnten auf beide aufschließen. Piquet nutzte seinen FanBoost, um an Sarrazin vorbeizugehen, Duval und Piquet gingen eine Runde später an Heidfeld vorbei. Bruno Senna erhielt eine Durchfahrtstrafe, da er in der Boxengasse zu schnell gefahren war. Trulli gab in Runde 31 das Rennen auf.

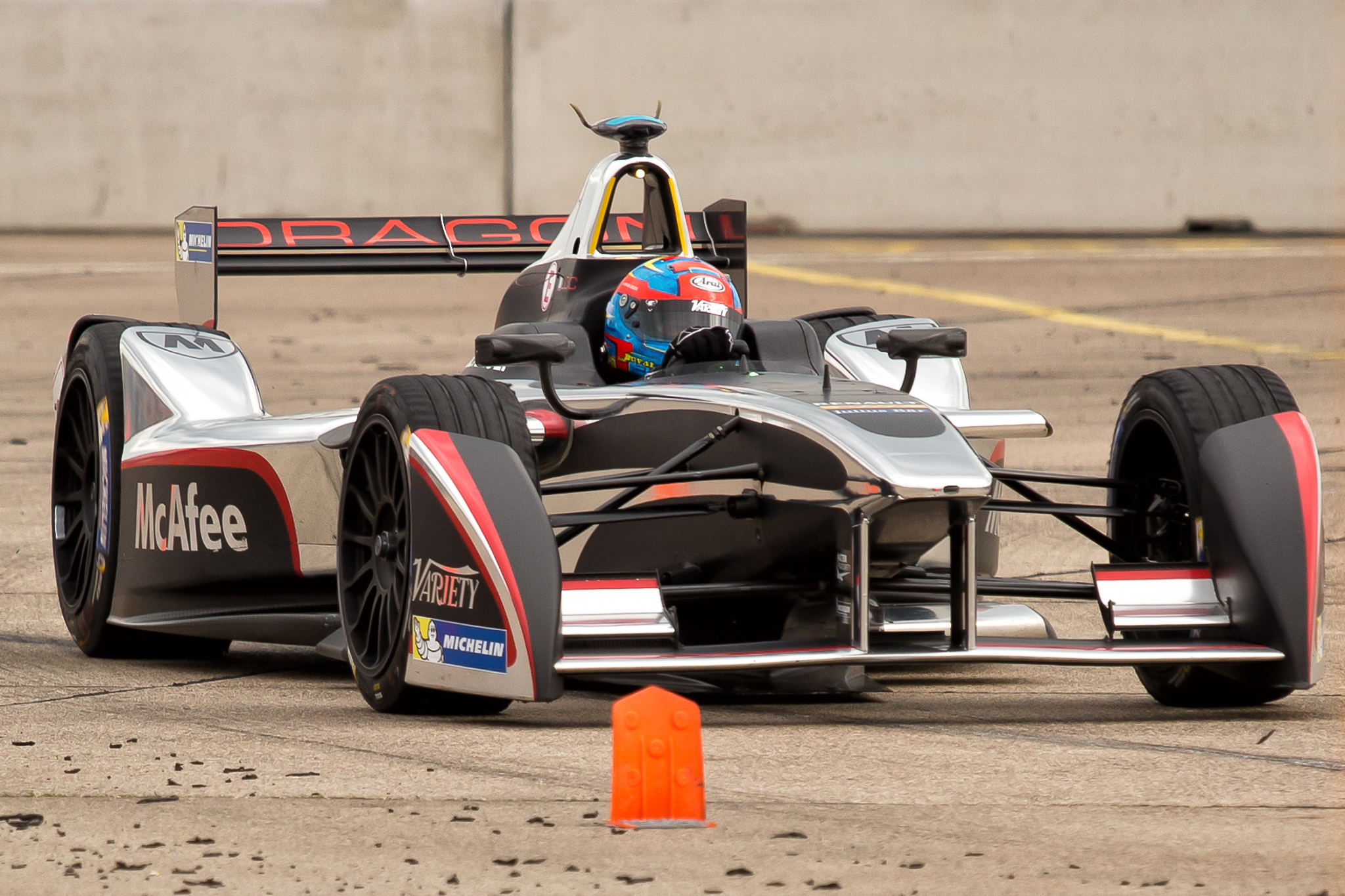
Loïc Duval erzielte als Dritter sein erstes Podium in der Formel E

Di Grassi fuhr als Erster über die Ziellinie, musste sein Fahrzeug aber kurz nach der Zieldurchfahrt mit einem technischen Defekt abstellen. Bei der technischen Untersuchung seines Wagens nach dem Rennen wurde festgestellt, dass sein Team, laut eigener Aussage bei einer Reparatur, unzulässige Modifikationen am Frontflügel vorgenommen hatte, di Grassi wurde daraufhin disqualifiziert. Chandhok erhielt eine Durchfahrtstrafe, die in eine 33-Sekunden-Zeitstrafe umgewandelt wurde, da er zu viel Energie verbraucht hatte.
D’Ambrosio gewann das Rennen vor Buemi und Duval. Es waren die ersten Podestplätze für D’Ambrosio und Duval sowie für Dragon Racing. Dragon Racing gelang es damit als erstem Team in der Formel E, mit beiden Fahrern in einem Rennen Podiumsplatzierungen zu erreichen. Die Top 10 komplettierten Piquet, Heidfeld, Sarrazin, Vergne, Bird, Liuzzi und Prost. Liuzzi erzielte seine ersten Punkte in der Formel E. Die zwei Punkte für die schnellste Rennrunde gingen an Piquet.
Piquet übernahm damit die Führung in der Fahrerwertung vor Buemi und di Grassi. e.dams baute seinen Vorsprung in der Teamwertung aus, Dragon Racing übernahm Rang zwei vor ABT.

## Meldeliste
Alle Teams und Fahrer verwenden das Fahrzeug Spark-Renault SRT_01E und Reifen von Michelin.
| Team                              | Nr. | Fahrer                 |
| --------------------------------- | --- | ---------------------- |
| Virgin Racing Formula E Team      | 2   | Sam Bird               |
| Virgin Racing Formula E Team      | 3   | Jaime Alguersuari      |
| Mahindra Racing Formula E Team    | 5   | Karun Chandhok         |
| Mahindra Racing Formula E Team    | 21  | Bruno Senna            |
| Dragon Racing Formula E Team      | 6   | Loïc Duval             |
| Dragon Racing Formula E Team      | 7   | Jérôme D’Ambrosio      |
| Team e.dams Renault               | 8   | Nicolas Prost          |
| Team e.dams Renault               | 9   | Sébastien Buemi        |
| Trulli Formula E Team             | 10  | Jarno Trulli           |
| Trulli Formula E Team             | 18  | Vitantonio Liuzzi      |
| Audi Sport ABT Formula E Team     | 11  | Lucas di Grassi        |
| Audi Sport ABT Formula E Team     | 66  | Daniel Abt             |
| Venturi Formula E Team            | 23  | Nick Heidfeld          |
| Venturi Formula E Team            | 30  | Stéphane Sarrazin      |
| Andretti Autosport Formula E Team | 27  | Jean-Éric Vergne       |
| Andretti Autosport Formula E Team | 28  | Scott Speed            |
| Amlin Aguri                       | 55  | António Félix da Costa |
| Amlin Aguri                       | 77  | Salvador Durán         |
| NEXTEV TCR Formula E Team         | 88  | Charles Pic            |
| NEXTEV TCR Formula E Team         | 99  | Nelson Piquet jr.      |

## Klassifikationen

### Qualifying
| 01                                                                     | Jarno Trulli           | Trulli Formula E Team             | 1:21,547 | 01 |
| 02                                                                     | Lucas di Grassi        | Audi Sport ABT Formula E Team     | 1:21,623 | 02 |
| 03                                                                     | Sébastien Buemi        | Team e.dams Renault               | 1:21,685 | 03 |
| 04                                                                     | Nick Heidfeld          | Venturi Formula E Team            | 1:21,710 | 04 |
| 05                                                                     | Daniel Abt             | Audi Sport ABT Formula E Team     | 1:21,754 | 05 |
| 06                                                                     | Jérôme D’Ambrosio      | Dragon Racing Formula E Team      | 1:21,861 | 06 |
| 07                                                                     | Nicolas Prost          | Team e.dams Renault               | 1:21,911 | 07 |
| 08                                                                     | Loïc Duval             | Dragon Racing Formula E Team      | 1:21,917 | 08 |
| 09                                                                     | Stéphane Sarrazin      | Venturi Formula E Team            | 1:22,978 | 09 |
| 10                                                                     | Jean-Éric Vergne       | Andretti Autosport Formula E Team | 1:22,015 | 10 |
| 11                                                                     | Vitantonio Liuzzi      | Trulli Formula E Team             | 1:22,032 | 11 |
| 12                                                                     | Scott Speed            | Andretti Autosport Formula E Team | 1:22,096 | 12 |
| 13                                                                     | Nelson Piquet jr.      | NEXTEV TCR Formula E Team         | 1:22,310 | 13 |
| 14                                                                     | Jaime Alguersuari      | Virgin Racing Formula E Team      | 1:22,395 | 14 |
| 15                                                                     | Sam Bird               | Virgin Racing Formula E Team      | 1:22,437 | 15 |
| 16                                                                     | Salvador Durán         | Amlin Aguri                       | 1:22,444 | 16 |
| 17                                                                     | Charles Pic            | NEXTEV TCR Formula E Team         | 1:22,464 | 17 |
| 18                                                                     | Bruno Senna            | Mahindra Racing Formula E Team    | 1:22,575 | 18 |
| 19                                                                     | António Félix da Costa | Amlin Aguri                       | 1:22,586 | 19 |
| 20                                                                     | Karun Chandhok         | Mahindra Racing Formula E Team    | 1:22,803 | 20 |
| 110-Prozent-Zeit: 1:29,702 min (bezogen auf Bestzeit von 1:21,547 min) |                        |                                   |          |    |

Quellen: 

### Rennen
| Pos. | Fahrer                 | Team                              | Runden | Zeit      | Start | Schnellste Runde |
| ---- | ---------------------- | --------------------------------- | ------ | --------- | ----- | ---------------- |
| 01   | Jérôme D’Ambrosio      | Dragon Racing Formula E Team      | 33     | 48:26,566 | 06    | 1:25,150 (28.)   |
| 02   | Sébastien Buemi        | Team e.dams Renault               | 33     | + 2,433   | 03    | 1:25,122 (30.)   |
| 03   | Loïc Duval             | Dragon Racing Formula E Team      | 33     | + 3,508   | 08    | 1:24,762 (19.)   |
| 04   | Nelson Piquet jr.      | NEXTEV TCR Formula E Team         | 33     | + 3,975   | 13    | 1:24,435 (20.)   |
| 05   | Nick Heidfeld          | Venturi Formula E Team            | 33     | + 13,046  | 04    | 1:25,439 (24.)   |
| 06   | Stéphane Sarrazin      | Venturi Formula E Team            | 33     | + 13,335  | 09    | 1:25,138 (21.)   |
| 07   | Jean-Éric Vergne       | Andretti Autosport Formula E Team | 33     | + 13,678  | 10    | 1:25,063 (30.)   |
| 08   | Sam Bird               | Virgin Racing Formula E Team      | 33     | + 14,055  | 15    | 1:25,166 (32.)   |
| 09   | Vitantonio Liuzzi      | Trulli Formula E Team             | 33     | + 15,636  | 11    | 1:25,517 (31.)   |
| 10   | Nicolas Prost          | Team e.dams Renault               | 33     | + 16,602  | 07    | 1:25,342 (24.)   |
| 11   | António Félix da Costa | Amlin Aguri                       | 33     | + 16,797  | 19    | 1:24,758 (26.)   |
| 12   | Jaime Alguersuari      | Virgin Racing Formula E Team      | 33     | + 20,594  | 14    | 1:25,029 (27.)   |
| 13   | Scott Speed            | Andretti Autosport Formula E Team | 33     | + 21,149  | 12    | 1:25,204 (31.)   |
| 14   | Daniel Abt             | Audi Sport ABT Formula E Team     | 33     | + 23,688  | 05    | 1:24,909 (19.)   |
| 15   | Charles Pic            | NEXTEV TCR Formula E Team         | 33     | + 25,491  | 17    | 1:25,100 (24.)   |
| 16   | Salvador Durán         | Amlin Aguri                       | 33     | + 44,157  | 16    | 1:25,532 (22.)   |
| 17   | Bruno Senna            | Mahindra Racing Formula E Team    | 33     | + 46,257  | 18    | 1:25,203 (27.)   |
| 18   | Karun Chandhok         | Mahindra Racing Formula E Team    | 33     | + 52,703  | 20    | 1:25,136 (32.)   |
| 19   | Jarno Trulli           | Trulli Formula E Team             | 31     | DNF       | 01    | 1:25,425 (31.)   |
| –    | Lucas di Grassi        | Audi Sport ABT Formula E Team     | 33     | DSQ       | 02    | 1:25,391 (19.)   |

Quelle: 
Anmerkungen
1. ↑  Chandhok erhielt nachträglich eine Durchfahrtstrafe, die in eine 28-Sekunden-Strafe umgewandelt wurde, da er zu viel Energie verbraucht hatte.
2. ↑  Di Grassi wurde nachträglich ausgeschlossen, da sein Fahrzeug nicht dem Reglement entsprach.

## Meisterschaftsstände nach dem Rennen
Die ersten zehn des Rennens bekamen 25, 18, 15, 12, 10, 8, 6, 4, 2 bzw. 1 Punkt(e). Zusätzlich gab es drei Punkte für die Pole-Position und zwei Punkte für die schnellste Rennrunde.

### Fahrerwertung
| Pos. | Fahrer                 | Team                              | Punkte |
| ---- | ---------------------- | --------------------------------- | ------ |
| 01   | Nelson Piquet jr.      | NEXTEV TCR Formula E Team         | 103    |
| 02   | Sébastien Buemi        | Team e.dams Renault               | 101    |
| 03   | Lucas di Grassi        | Audi Sport ABT Formula E Team     | 93     |
| 04   | Nicolas Prost          | Team e.dams Renault               | 78     |
| 05   | Jérôme D’Ambrosio      | Dragon Racing Formula E Team      | 77     |
| 06   | Sam Bird               | Virgin Racing Formula E Team      | 68     |
| 07   | António Félix da Costa | Amlin Aguri                       | 45     |
| 08   | Jean-Éric Vergne       | Andretti Autosport Formula E Team | 40     |
| 09   | Jaime Alguersuari      | Virgin Racing Formula E Team      | 30     |
| 10   | Bruno Senna            | Mahindra Racing Formula E Team    | 28     |
| 11   | Loïc Duval             | Dragon Racing Formula E Team      | 23     |
| 12   | Daniel Abt             | Audi Sport ABT Formula E Team     | 22     |
| 13   | Franck Montagny        | Andretti Autosport Formula E Team | 18     |
| 14   | Scott Speed            | Andretti Autosport Formula E Team | 18     |
| 15   | Karun Chandhok         | Mahindra Racing Formula E Team    | 18     |

| Pos. | Fahrer            | Team                                                        | Punkte |
| ---- | ----------------- | ----------------------------------------------------------- | ------ |
| 16   | Stéphane Sarrazin | Venturi Formula E Team                                      | 18     |
| 17   | Charles Pic       | Andretti Autosport Formula E Team NEXTEV TCR Formula E Team | 16     |
| 18   | Nick Heidfeld     | Venturi Formula E Team                                      | 16     |
| 19   | Oriol Servià      | Dragon Racing Formula E Team                                | 16     |
| 20   | Jarno Trulli      | Trulli Formula E Team                                       | 15     |
| 21   | Vitantonio Liuzzi | Trulli Formula E Team                                       | 2      |
| 22   | Takuma Satō       | Amlin Aguri                                                 | 2      |
| 23   | Salvador Durán    | Amlin Aguri                                                 | 1      |
| 24   | Ho-Pin Tung       | NEXTEV TCR Formula E Team                                   | 0      |
| 25   | Antonio García    | NEXTEV TCR Formula E Team                                   | 0      |
| 26   | Michela Cerruti   | Trulli Formula E Team                                       | 0      |
| 27   | Marco Andretti    | Andretti Autosport Formula E Team                           | 0      |
| 28   | Matthew Brabham   | Andretti Autosport Formula E Team                           | 0      |
| 29   | Katherine Legge   | Amlin Aguri                                                 | 0      |

### Teamwertung
| Pos. | Team                          | Punkte |
| ---- | ----------------------------- | ------ |
| 01   | Team e.dams Renault           | 179    |
| 02   | Dragon Racing Formula E Team  | 116    |
| 03   | Audi Sport ABT Formula E Team | 115    |
| 04   | NEXTEV TCR Formula E Team     | 107    |
| 05   | Virgin Racing Formula E Team  | 98     |

| Pos. | Team                              | Punkte |
| ---- | --------------------------------- | ------ |
| 06   | Andretti Autosport Formula E Team | 88     |
| 07   | Amlin Aguri                       | 48     |
| 08   | Mahindra Racing Formula E Team    | 46     |
| 09   | Venturi Formula E Team            | 34     |
| 10   | Trulli Formula E Team             | 17     |